# Pehenptah
Pehenptah ist der Name eines altägyptischen Beamten der frühen 5. Dynastie zur Zeit des Alten Reiches. Er ist von seiner Mastaba (G 5280) in Giza, von Statuen und von der Erwähnung im Grab seines Vaters Seschemnefer I. bekannt, womit er einer wichtigen Familie angehörte. Sein wichtigster Titel war Schreiber der Urkunde des Königs. Seine Mutter hieß Imendjefaes, die Gemahlin seines Vaters.
Seine Mastaba befindet sich in Giza (G 5280 auch G 2320) und fand sich bei Ausgrabungen unter der Leitung von George Andrew Reisner stark zerstört. Im dortigen Serdab fanden sich diverse Statuen von Pehenptah, die ihn und Familienmitglieder zeigen. Die Kultkapelle der Mastaba war mit einer Scheintür dekoriert, die nur in Fragmenten erhalten war.